# Raimondo D'Inzeo
Raimondo D'Inzeo (n. 2 februarie 1925, Poggio Mirteto, Lazio, Regatul Italiei – d. 15 noiembrie 2013, Roma, Italia) a fost un călăreț ce a reprezentat Italia, medaliat olimpic. A participat la 8 ediții ale Jocurilor Olimpice (1948, 1952, 1956, 1960, 1964, 1968, 1972, 1976) în care a câștigat o medalie de aur, două medalii de argint și trei medalii de bronz.